# День Пакистана
День Пакиста́на (англ. Pakistan Day, урду یومِ پاکستان‎, транслит. Yaum-e-Pakistan), также День резолюции в Пакистане (англ. Pakistan Resolution Day) и День Республики (англ. Republic Day) — национальный праздник Пакистана. Отмечается ежегодно с 1956 года.

## История
Отправной точкой в создании нового государства стало принятие Лахорской резолюции в 1940 году. 23 марта 1956 года Доминион Пакистан стал Исламской Республикой. С тех пор 23 марта отмечается дата становления Пакистана как независимого мусульманского государства. В Пакистане считается, что независимость дала им возможность жить в своей стране и не испытывать притеснений со стороны индийцев и англичан.

## Празднование
Торжество по случаю праздника включает в себя военный и гражданский парад в столице страны — Исламабаде. Парад проходит рано утром, на нём обязательно присутствует президент Пакистана. После парада президент присваивает государственные награды и медали лауреатам в своей резиденции. Затем солдаты возлагают венки в мавзолеи Мухаммада Икбала и Мухаммада Али Джинны.